# Brun hyena
Brun hyena (Parahyaena brunnea eller Hyaena brunnea) (eller schabrakhyena) är en art i familjen hyenor. Den förekommer bara i södra Afrika. Habitatet utgörs av torra områden av savannen samt öknar och halvöknar.
Artens närmaste släkting är den strimmiga hyenan och de hade en gemensam anfader för cirka 4,2 miljoner år sedan. Utvecklingslinjen för dessa två arter skilde sig för cirka 8,6 miljoner år sedan från utvecklingslinjen för den fläckiga hyenan.

## Utbredning
Utbredningsområdet sträcker sig över Angola, Botswana, Lesotho, Malawi, Moçambique, Zimbabwe, Namibia, Swaziland och Sydafrika. Brun hyena lever i torra savanner, i områden med glest fördelade buskar eller träd, i halvöknar och i öknar. Allmänt ligger nederbördsmängden i utbredningsområdet mellan 100 och 650 mm per år. Arten behöver växter eller stenar som ger skugga under dagens hetaste timmar.

## Utseende
Individerna blir 1,10 till 1,60 m långa (huvud och bål) och hannar är lite större än honor. Svansen är bara 17 till 30 cm lång och vikten ligger mellan 28 och 49,5 kg. Brun hyena har en kort och robust nos med kraftiga tänder. Öronen sluter i en spets. Kroppen är till största delen täckt av en tjock och yvig päls och på djurets nacke och rygg finns en tjock man. Pälsen har huvudsakligen en mörkbrun till svartbrun färg, man och extremiteter är ljusbruna. På fram- och bakbenen förekommer tvärstrimmor.
Arten har kraftiga tänder och käkar för att bryta fasta ämnen som ben. Det gäller särskilt den väl utvecklade rovdjurssaxen som bildas av de tredje och fjärde premolarerna. Däremot är de första och andra premolarerna små. Framtänderna är spetsiga och liknar så hörntänderna. De böjda nedre hörntänderna har rännor på insidan rännor och även de övre hörntänderna är något böjda. Molarerna är uppbyggda som slipverktyg.
Brun hyena har stora skulderblad och nyckelben. Den kan därför bära större kadaver (vikt cirka 7,5 kg) över långa sträckor (exempelvis 15 km).

## Ekologi

### Socialt beteende
Arten lever i mindre familjegrupper med varierande antal medlemmar. Dessa grupper försvarar gemensamt territoriet mot inkräktare, sköter vårdnaden av ungdjuren och äter vid tillfälle tillsammans av ett större kadaver. Gruppens storlek beror på tillgång till föda och födans kvalitet. I öknar och halvöknar varierar revirets storlek mellan 220 och 480 km². I områden med jordbruk kan territoriet vara så litet som 49 km². Inom flocken kan det finnas en hierarki för varje kön. Alfahanen har vanligen samma rang som alfahonan. Strider vid revirets gränser utkämpas mellan individer av samma kön. De biter varandra i halsen för att visa sin styrka. Den svagare individen ylar ofta högljudt. Möten mellan individer av olika flockar och olika kön är sällan aggressiva.
Vid analöppningen finns ett organ som liknar en påse. Flera olika körtlar är kopplade till påsen. De producerar en vit och en svart vätska som används för att markera reviret. Dessutom markeras territoriet med avföring som lämnas i gropar som har en diameter av cirka en meter och ett djup på cirka 15 centimeter.

### Föda
Brun hyena livnär sig huvudsakligen av as, till exempel utgör ben en stor del av födan. Dessutom äter de insekter, ägg och frukter. Vid kustlinjen äter de fiskar och kadaver av sälar och valar som spolats på stranden. När de har tillfälle dödar de också sälungar. Vanligtvis letar varje individ själv på föda på grund av att resterna räcker bara för ett djur. Deras jaktförsök lyckas sällan.
Många djur som den bruna hyenan äter har dödats av lejon. Hyenan måste stjäla kadavren utan att bli upptäckt, annars blir hyenan själv dödad. Det har även observerats bruna hyenor som spelat döda när de överraskats av ett lejon. Den bruna hyenan är även underlägsen gentemot fläckig hyena och afrikansk vildhund. Däremot är den dominant mot leoparden, geparden och ökenlon. En ungefär lika stark konkurrent är schabrakschakalen och båda arter strider intensivt om födan.

### Fortplantning
Hos arten förekommer ingen särskild parningstid. Honor parar sig med hannar som tillhör flocken eller med hannar som besöker flocken tillfälligt. Efter dräktigheten som varar i cirka 97 dagar föder honan i boet under jorden en till fyra ungar, i sällsynta fall fem ungar. Ofta finns flera bon i reviret som används en efter en. Ungarna föds blinda och nästan döva på grund av att deras ytteröra täcker örats öppning. De öppnar sina ögon efter cirka 8 dagar och efter 28 dagar är deras ytteröron helt uppåtriktade. Vid ungefär tre månaders ålder får ungdjuren, förutom mjölk, köttbitar som de vuxna djuren bär till boet. 12 till 15 månader efter födelsen slutar modern helt med digivning.
Livslängden i naturen är vanligen 12 år och ibland upp till 20 år. Med människans vård kan brun hyena leva 32 år.

## Brun hyena och människor
Det händer mycket sällan att den bruna hyenan dödar ett mindre husdjur som får, kalv, tamkatt eller hund. För detta dödas den, liksom andra rovdjur utanför naturskyddsområdena, av människor som vill skydda sina husdjur. Därför används fällor, gift och gevär. Ibland jagas den bruna hyenan för vissa kroppsdelars skull som tillskrivs läkande egenskaper enligt den traditionella medicinen.
Arten förekommer i flera nationalparker som Etosha nationalpark, Makgadikgadi nationalpark och Pilanesberg nationalpark samt i andra skyddszoner. IUCN uppskattar att antalet vuxna individer är mindre än 10 000. Naturvårdsunionen befarar att beståndet kommer att minska med upp till 10 procent under de nästa 24 åren (tre generationer) och listar arten som nära hotad (near threatened).